# Cantó d'Entre-Deux
El cantó d'Entre-Deux és un cantó de l'illa de la Reunió, regió d'ultramar francesa de l'oceà Índic. Correspon a la comuna d'Entre-Deux.

## Història
| Data d'elecció | Identitat   | Partit |
| -------------- | ----------- | ------ |
| 2004 -         | Bachil Valy |        |